# 奧索維齊亞
49°47′24″N 25°4′12″E / 49.79000°N 25.07000°E
奧索維齊亞（烏克蘭語：Осовиця），是烏克蘭西部的村莊，隸屬利維夫州的佐洛奇夫區。該村面積0.19平方公里，海拔高度393米，2001年人口112，人口密度每平方公里595.74人。